# West Branch Wading
De West Branch Wading (River) is een 36,5 kilometer lange zijrivier van de Wading in de Amerikaanse staat New Jersey. De West Branch Wading loopt door de regio Pine Barrens in het zuiden van de staat en meer bepaald door Burlington County. Wanneer de rivier samenvloeit met Tulpehocken Creek, vormen ze de Wading.